# مبادرة القيم المشتركة
كانت مبادرة القيم المشتركة إحدى حملات العلاقات العامة التي أنشأتها وزارة الخارجية الأمريكية وأدارتها شارلوت بيرز، وهي المدير التنفيذي السابق لإعلانات ماديسون أفينيو، لإقناع المشاهدين أن يكونوا أكثر وعيًا وانفتاحًا وتقبلاً لـأمريكا من خلال إزالة الخرافات عن معاملة المسلمين. وتم إطلاق الحملة الدعائية بعد أحداث 11 سبتمبر 2001 بوقت قصير وكانت معدة لإقناع المسلمين حول العالم بأمريكا «الجديدة» من خلال إظهار أن المسلمين الأميركيين كانوا يعيشون بسعادة وحرية في أمريكا دون اضطهاد. وعلى الرغم من أنه اعتُقد في البداية أن الحملة قد نجحت بواسطة الحكومة الفيدرالية للولايات المتحدة وفريق شارلوت بيرز، إلا أنه كان يتم اعتبار مبادرة الـ 15 مليون دولار مبادرة فاشلة.

## مراحل مبادرة القيم المشتركة
تم تقسيم الحملة إلى مراحل، أولها يتألف من خمسة أفلام وثائقية صغيرة للتلفزيون والإذاعة والطباعة برسائل القيم المشتركة للبلدان الإسلامية الكبرى. وتعرض أشرطة الفيديو مشاركة «الأميركيين المسلمين الحقيقيين» في أنشطتهم اليومية، بينما تقدم جميعها موسيقى تصويرية تهدف إلى إثارة عاطفة معينة عند المشاهد تؤسس لمصداقية لجمهور المسلمين المتشكك. وتم شراء 5 ملايين دولار من فترة البث التجاري بموافقة الحكومة للنظر بعناية إلى بلدان الشرق الأوسط وآسيا خلال شهر رمضان. وتتضمن المراحل الأخرى من مبادرة القيم المشتركة جولات التحدث مع الناس في جميع أنحاء الكويت لبنان الأردن وإندونيسيا. وبالرغم من السماح لجولات التحدث مع الناس في هذه البلدان، إلا أن القنوات التلفزيونية الحكومية في مصر ولبنان والأردن رفضت نشر هذه الإعلانات.
أنشأت الحملة أيضًا موقعًا ترويجيًا، يدعي أنه يعرض الأفكار والقصص الحقيقية للأميركيين المسلمين الذين يعيشون كمهاجرين. وشجع الموقع المستخدمين على تبادل قصصهم باستمارة دخول، بالرغم من أنه يبدو أنه لم يتم تبادل أي قصص خلقها المستخدمون على الإطلاق.

## الكامو (مجلس المسلمين الأميركيين للتفاهم)
انتهى كل فيديو في مبادرة القيم المشتركة بالشعار «تم تقديمه بواسطة مجلس المسلمين الأميركيين للتفاهم... والشعب الأميركي»، ومع ذلك لم يعرف عن هذه الحملة أي شيء إلا عدد قليل جدًا من الأميركيين: كان الكامو يتعبر «مصداقية الطرف الثالث»- وهو مجموعة جبهة العلاقات العامة التي تمولها وزارة الخارجية الأمريكية خصيصًا لهذه المباردة. وقد تم إنشاؤها في أبريل 2002، بواسطة مالك حسن، رئيس الكامو، الذي يعترف بأن الفكرة جاءت من وزارة الخارجية.

## فشل مبادرة القيم المشتركة
يمكن إرجاع فشل الحملة إلى عدد من العوامل المختلفة. في «دلالات وأخلاقيات الدعاية» يقول جاي بلاك أن مبادرة القيم المشتركة كانت فاشلة لأن "وسائل الإعلام المقنعة التي [تكون] دعائية […] تبدو احتماليتها في جذب مستهلك وسائل الإعلام ذي العقلية المنفتحة وإقناعه أقل من تقوية تحيزات المؤمنين الحقيقيين ذي العقلية المنغلقة.” وقد كانت استراتيجيات الحملة فاشلة في البداية ويرجع ذلك في الأساس إلى الجمهور غير المهيأ. ويُرجع كريستوفر سمبسون فشل الحملة إلى قلة خبرة فريق العلاقات العامة لدى بيرز: وبيع منتج هو ببساطة أمر ليس مثل تقوية اعتقاد". وقد كانت بيرز مديرة تنفيذية للإعلانات قبل العمل في مجال العلاقات العامة، وبالتالي لديها خبرة قليلة في التعامل مع المعتقدات الأساسية المتغيرة. وقال آخرون ببساطة أنه بسبب أن مبادرة القيم المشتركة كانت الأولى من نوعها، فقد «فشلت» بسبب عدم وجود أي جهود سابقة يتم مقارنتها معها، أو قياس مدى نجاحها.
وقد أجريت دراسة بواسطة جامي فولرتون وأليس كندريك لتقييم التصورات المتغيرة للمشاهدين بعد مشاهدة أشرطة فيديو من حملة «مبادرة القيم المشتركة» وبعدها تحديد نجاح الحملة. وقد كانت العينة على أكثر من 500 من طلاب الجامعات غير الأمريكية، منهم 5.8% فقط مسلمين. وتم أخذ العينة الثانية وكان ممن تم مقابلتهم حوالي 17% مسلمين. وأفادت البيانات أنه بعد مشاهدة أشرطة الفيديو، كان أولئك الذين تم مقابلتهم أكثر عرضة للتفكير أن المسلمين في أمريكا كان يتم معاملتهم بإنصاف وكانوا قادرين على عيش حياتهم كيفما يريدون. وكان للطلاب أيضًا مواقف أكثر إيجابية تجاه حكومة الولايات المتحدة وشعبها.

## استقالة شارلوت بيرز
بعد أقل من شهر من إطلاق مبادرة القيم المشتركة، أوقفتها وزارة الخارجية فجأة. وقبل أسبوعين من الغزو الأمريكي للعراق، استقال شارلوت بيرز. وعلقت مجلة «إنسايد» بالتالي وقالت: «لم تتمكن من فعل شيء لأنكل سام مثلما فعلت لـأرز أنكل بن ولذلك، بعد مرور 17 شهرًا على الوظيفة، وعشية الحرب، توقف أزيز الإعلانات التي أصبحت تابعة لوكيل وزارة الخارجية للدبلوماسية العامة، كما ورد لأسباب صحية…» ومن الواضح أن تجربة شارلوت بيرز كمدير تنفيذي للإعلانات لم تعدها لمواجهة التحديات السياسية غير المتوقعة التي أسفرت عن الفشل في التأثير على الرأي العام العالمي حول مفاهيم العلاقات بين الأمريكيين والمسلمين، سواء في الداخل والخارج.